# 沙穗 (詩人)
沙穗（1948年9月30日—），本名黃志廣，臺灣現代詩詩人。

## 生平
廣東省東莞市人，1948年出生於上海，1949年隨父母來臺。童年在台灣眷村長大，空軍通信電子學校航管科畢業。
1974年自軍中退伍，來台北謀生，曾任螺絲工人、廣告公司企畫、經濟部臺灣機械公司物料管理、台灣汽車客運公司課員，2002年10月自法務部高雄女子監獄政風室主任任內退休。
15歲發表第一首詩，詩齡超過20年，
1970年代，即與投身現代詩寫作行列的連水淼，及當時在空軍服役的張堃，三人在屏東合辦《暴風雨詩刊》， 並曾獲得海軍第一屆文藝金錨獎的新詩獎。
曾創辦「盤古詩見」,著作有詩集「風砂」、「燕姬」、散文集「小蝶」等，1984年以「失業」、「獻給父親的詩」系列等作品榮獲「創世紀創刊卅週年詩創作獎」，中國詩歌藝術協會創作獎。作品散見各報章、雜誌、詩刊、詩選集等。

## 創作風格與特色
沙穗的創作文類以詩為主，兼及論述、散文。題材雖以愛情為中心，卻不以既有框定的素材與庸俗濫調反覆重唱。沙穗的詩描繪生活現場實況，以真實的經驗背景活絡文字，傳達出人間世的冷暖悲喜。散文創作具有強烈的戲劇性且對比鮮明。

## 作品

### 詩
- 《風砂》〔1969〕盤古詩社
- 《護城河》〔1993〕屏東縣立文化中心
- 《畫眉》〔2003〕詩藝文出版社
- 《來生》〔1997〕高雄縣立文化中心
- 《沙穗短詩選》〔2002〕銀河出版社
- 《燕姬》〔1979〕心影出版社

### 散文
- 《歸宿》〔1994〕屏東縣立文化中心
- 《小蝶》〔1982〕采風出版社

### 論述
- 《臍帶的兩端》〔2004〕屏東縣文化局

## 荣誉
- 海軍第一屆文藝金錨獎新詩獎
- 創世紀創刊三十週年詩創作獎
- 中國詩歌藝術協會創作獎